# Baenão
O Estádio Evandro Almeida ou por questões de patrocínio Estádio Banpará Baenão é um estádio de futebol brasileiro, de propriedade do Clube do Remo. Popularmente conhecido por Baenão, devido a sua localização na Travessa Antônio Baena, em Belém do Pará, é o maior estádio particular da região Norte do Brasil, possuindo uma área superior a 21 mil m². Atualmente, tem capacidade para quase 14 mil pessoas.

## História

### Inauguração
No dia 15 de agosto de 1917, data que marcou o aniversário de seis anos de reorganização, o Clube do Remo inaugurou o seu campo de futebol - sendo, portanto, o estádio de propriedade particular mais antigo do Norte do país. Segundo a notícia do jornal A Folha do Norte, edição de 13 de agosto de 1917, o campo azulino media 110 m de comprimento por 70 m de largura. O estádio comportava 2 500 pessoas distribuídas por uma arquibancada, dividida em suas linhas de extensão por um pavilhão superior que se destinava às famílias dos sócios e a parte inferior aos sócios.
Após uma vasta programação que foi iniciada com uma salva de 21 tiros pela manhã, foi disputada a partida inaugural da praça esportiva entre os times da Reserva Naval e da seleção da Liga Paraense de Foot-Ball. Os jornais não divulgaram o placar da partida, informando apenas as escalações e o árbitro, Hugo Leão. As equipes eram assim formadas:
- Reserva Naval

Francelísio, Armindo e Lulu; Bordalo, Tobias e Onias; Ludgards, Cícero, Chermont, Mini Sodré e Dudu Silva.
- Seleção da Liga Paraense de Foot-Ball

João Moraes (Paysandu), Neves (União Esportiva) e Mamede (Brasil Sport); Clodoaldo (União Esportiva), Flávio (Brasil Sport) e Joaquim (Paysandu); Enéas (Nacional), Astrogildo (Paysandu), Aranha (Brasil Sport), João (Brasil Sport) e Arthur Moraes (Paysandu).

### Primeiro jogo do Clube do Remo
Campeonato Paraense de 1917 
| 2 de setembro de 1917 | Remo                     | 3 – 1 | Panther | Campo de esportes do Clube do Remo, Belém Pará |
|                       | Dudu · Chermont · Djalma | [ 6 ] | Rocha   | Público: 4 000 (estimado)                      |

Remo: Francelísio; Armindo e Lulu; Infante, Bordalo e Carlito; Lugards, Djalma, Chermont, Cícero e Formiguinha.

Panther: Santos; Wandick e Crispim; Kepler, Onias e Carolino; Enéas, Pau, Elderico, Babá e Rocha.

### Reformas e inauguração dos refletores
Em 1935 o Remo reestruturou o seu estádio com arquibancadas maiores. Para comemorar a reinauguração do estádio, o Remo convidou o Paysandu para um jogo amistoso no dia 26 de maio de 1935, vencendo pelo placar de 5 a 4.
No dia em que completava seus 29 anos de reorganização, o Remo inaugurou os refletores de seu campo de futebol. Assim foi saudado pelo jornal Folha do Norte:
"A bela praça de esportes à luz de refletores apresenta aspecto deslumbrante, tal é a superioridade de distribuição de feixes luminosos que se cortam no eixo do campo a 15 metros de altura. O campo está dotado de 32 refletores A. L. 51, com quinze polegadas de diâmetro distribuídos por grupos de 4 em 8 torres de 17 metros de altura, cada uma, sendo 4 de cada lado.
Cada refletor abriga uma lâmpada de 1.500 watts. A rede de alimentação dos refletores é aérea e a voltagem fornecida por um transformador de 50 K.V."
O transformador recebia da Pará Elétrica a corrente em alta tensão (2.000 volts), transformando-a para 220 volts, que era a voltagem recebida pela rede. A entrada da alta tensão era guarnecida com pára-raios Pellet e a rede de iluminação comandada por uma chave tripolar Trumbel, com fuzíveis de 250 amperes.
Em 1962, o estádio ganhou vestiários com túneis para duas equipes e árbitros, novas arquibancadas, gramado novo e alambrado mais reforçado. A inauguração do novo Baenão aconteceu diante da equipe do Ceará, 1 a 1 foi o resultado final.
Nos anos 70, apresentando uma capacidade que superava 20 mil torcedores, o Baenão era o único estádio paraense capaz de sediar jogos pela Primeira Divisão do Campeonato Brasileiro até a inauguração do Mangueirão em 1978.

### O Retorno do Rei
Em 2013, na gestão do presidente Zeca Pirão, foi elaborado um ambicioso projeto que visava transformar o estádio em uma moderna arena de futebol. Dentre as mudanças, constava a troca do gramado, a substituição do alambrado por placas de acrílico, novo sistema de iluminação e a construção de uma nova ala de camarotes. Porém, apenas os dois primeiros itens foram cumpridos. No ano seguinte, a área onde ficavam as cadeiras vips do estádio (onde seriam construídos os camarotes) foi demolida bem como o sistema de iluminação desinstalado, mas a não reeleição de Zeca Pirão impediu o prosseguimento da reforma.
No dia 1 de maio de 2014, o Remo venceu o Independente por 4 a 0 - revertendo uma vantagem de 3 a 0 do clube de Tucuruí - e classificou-se para a final do Campeonato Paraense, do qual seria campeão. Essa foi a última partida de caráter oficial disputada pelo Leão em sua casa, já que nos anos que se sucederam, a estrutura do Baenão foi progressivamente se deteriorando, tornando-o inapto a sediar jogos válidos por competições oficiais. Tal situação era um reflexo dos momentos de instabilidade política em que o Clube do Remo se encontrava.
Para se ter uma ideia, até 2016, nenhum presidente eleito conseguiu efetivamente terminar o mandato. Como resultado, vários propostas para a reabertura do estádio surgiram, no entanto, nenhum apresentou resultados significativos. Foi então que em 2017, um grupo de torcedores resolveu tomar a frente das obras, através do projeto "O Retorno do Rei ao Baenão", que previa a volta do estádio após a conclusão de 10 etapas. 
De início tímido, com recursos oriundos de vendas de copos e arrecadação nos jogos, o projeto foi ganhando cada vez mais força e adeptos, inclusive com apoio da diretoria azulina. Mesmo com tantas as dificuldades, todo o empenho foi recompensado e, depois de cinco anos, o Baenão foi reaberto, cumprindo todas as exigências impostas pela CBF e com capacidade para 13.792 torcedores. O reencontro com a torcida ocorreu na data de 13 de julho de 2019, quando o Clube do Remo empatou em 2 a 2 com o Luverdense, em jogo válido pela Série C, com grande festa do Fenômeno Azul.
Em dezembro do mesmo ano, o Clube do Remo promoveu a inauguração do Núcleo Azulino de Saúde e Performance (NASP), localizado nas dependências do Baenão. Custeado em R$ 300 mil, o moderno espaço conta com serviços de academia, fisioterapia, sala de enfermagem, consultórios médico e multiprofssional, além de outros serviços.  No dia 1º de março de 2021, o Leão voltou a jogar uma partida noturna no Baenão após quase oito anos, ao vencer o Gavião Kyikatejê por 4 a 1, na estreia do Campeonato Paraense de Futebol de 2021. Esse jogo marcou a reinauguração do sistema iluminação do estádio, formado por refletores 100% em LED.

## Jogos marcantes
Remo 4 x 9 Santos (SP) - 29 de abril de 1965.
Na data de 29 de abril de 1965, o Clube do Remo disputou um amistoso contra o Santos (SP), em uma noite histórica para o futebol paraense. O Santos era uma das maiores equipes no mundo na década de 1960, possuindo em seu elenco craques como Mengálvio, Pepe e Carlos Alberto Torres, que, curiosamente, estreava na equipe santista naquela noite. Mas o grande nome era Pelé, o centro das atenções naquela ocasião. Em retribuição ao carinho que recebera dos paraenses, o Rei do Futebol entrou no gramado vestindo a camisa do Clube do Remo e com um buquê de flores. Valente, o Clube do Remo ainda conseguira fazer 2 a 1, mas o Santos mostrou a sua força e venceu por 9 a 4, com cinco gols de Pelé.
| Clube do Remo | Remo 4 x 9 Santos 1965 - Amistoso | Santos FC |  |

Remo 1 x 1 Benfica (POR) - 8 de agosto de 1968.
Em mais um arrojado evento, o Remo convidou o Benfica para a disputa de um amistoso, que marcaria o confronto entre o campeão paraense e o campeão português. Os "águias" haviam sido a base da Seleção Portuguesa de Futebol, terceira colocada na Copa do Mundo de 1966, tendo como maior nome o ídolo Eusébio, o Pantera Negra, que, tal qual Pelé havia feito anteriormente, homenageou o Remo vestindo a sua camisa principal. O Leão não se intimidou frente ao poderoso adversário e conseguiu o empate em 1 a 1, gols de Torres para os encarnados e Amoroso.
| Clube do Remo | Remo 1 x 1 Benfica 1968 - Amistoso | SL Benfica |  |

Remo 4 x 1 Boavista (POR) - 12 de junho de 1994.
Pouco tempo depois de retornar da França, o Clube do Remo enfrentou o Boavista, de Portugal, em um amistoso. A equipe "axadrezada" apresentava bons desempenhos em Portugal, como o quarto lugar alcançado nos campeonatos de 1992-93 e 1993-1994, mas o futuro bicampeão paraense goleou por 4 a 1, gols de Alex Dias, Will e Tarcísio.
| Clube do Remo | Remo 4 x 1 Boavista 12 de junho de 1994. Amistoso |  | Boavista FC |  |

Remo 0 x 1 Peñarol (URU) - 16 de junho de 1996.
Em um amistoso intitulado "Copa da Paz (ONU)", o Leão, tetracampeão paraense, enfrentou o futuro tetracampeão uruguaio, mas, infelizmente, acabou sendo derrotado pelo placar de 1 a 0.
| Clube do Remo | Remo 0 x 1 Peñarol 16 de junho de 1996 - Copa da Paz (ONU) | CA Peñarol |  |

Confrontos contra Seleção de Base
Por cinco vezes, o Clube do Remo enfrentou a Seleção Brasileira de base, também chamada de Seleção Brasileira Olímpica, todos amistosos. O primeiro confronto ocorreu em 1º de setembro de 1968 e o Remo saiu derrotado por 2 a 0. Em 9 de agosto de 1972, nova derrota, dessa vez por 1 a 0. Em 1973, ocorreram dois amistosos: em 9 de março, vitória do Leão por 1 a 0; dois dias depois, empate de 0 a 0, gol de Alcino. Finalmente, o último embate se deu em 28 de abril de 1991, novo empate sem gols.
- Seleção Olímpica

5 jogos  (1V - 2E - 2D)
| Clube do Remo | Remo 0 X 2 Seleção Olímpica Amistoso. 1º de setembro de 1968 Remo 0 X 1 Seleção Olímpica Amistoso. 9 de agosto de 1972 Remo 1 X 0 Seleção Olímpica Amistoso. 9 de março de 1973 Remo 0 X 0 Seleção Olímpica Amistoso. 11 de março de 1973 Remo 0 X 0 Seleção Olímpica Amistoso. 28 de abril de 1991 | Seleção Olímpica |  |

## Maiores públicos
1. Remo 5-2 Paysandu (7 de setembro de 1976, Série A 1976): 33 487.
2. Remo 2-0 Operário-MS (12 de fevereiro de 1978, Série A 1977): 29 934.
3. Remo 1-0 Ponte Preta-SP (18 de dezembro de 1977, Série A 1977): 27 846.

De acordo com o livro Leão Azul Centenário, do jornalista Ferreira da Costa, na partida Remo 0 a 0 Paysandu, em 19 de maio de 1974, o Baenão recebeu um público estimado em 35 mil pessoas.